# 丛花百日青
丛花百日青（学名：Podocarpus fasciculus），又名菲律宾罗汉松，为罗汉松科罗汉松属下的一个种。该植物分布于日本琉球群岛和台湾。它正在面临栖息地丧失的威胁。

## 扩展阅读
- 維基物種上的相關：丛花百日青